# Liga Insular do Príncipe de 2011
A Liga Insular do Príncipe de 2011 foi a 13ª edição da Liga Insular do Príncipe, competição de futebol de São Tomé e Príncipe.
O campeão do torneio foi o Sporting Clube, que conquistou o direto de jogar a final do Campeonato Santomense de 2011 contra o campeão da Ilha de São Tomé, o Vitória do Riboque.

## Indefinição da Temporada
Após o cancelamento da Liga Insular do Príncipe de 2010, a edição de 2011 enfrentou incertezas para a definição de seu campeão. Isso porque o líder e vice (Sporting e Sport Operário e Benfica) do certame ficaram empatados. A federação local precisou verificar quem era o campeão. Descobriu-se então que o Sport Operário e Benfica estava com jogador irregular no campeonato. Assim, o título ficou para o Sporting Clube do Príncipe.

## Clubes
- Desportivo 1.º de Maio
- Futebol Clube Porto Real
- Grupo Desportivo “Os Operários“
- Grupo Desportivo Sundy
- Sporting Clube do Príncipe
- União Desportiva Aeroporto, Picão e Belo Monte (UDAPB)